# Jack Brabham
John Arthur „Jack” Brabham (ur. 2 kwietnia 1926 w Hurstville na przedmieściach Sydney, zm. 19 maja 2014 w Gold Coast) – australijski kierowca wyścigowy; trzykrotny mistrz Formuły 1 (w 1959, 1960 i 1966)

## Życiorys
Brabham w wieku 15 lat rzucił szkołę, aby zacząć pracować w warsztacie samochodowym. W czasie II wojny światowej służył w Royal Australian Air Force. W 1946 otworzył swój własny biznes naprawczy. Ścigał się także w małych samochodach i wygrał w debiutanckim sezonie mistrzostwa Nowej Południowej Walii. Zaczął przyjaźnić się z Ronem Tauranaciem.
W sezonie 1955 zadebiutował w Formule 1 w Grand Prix Wielkiej Brytanii jadąc swym własnym Maserati 250F. Wkrótce dołączył do zespołu Cooper, który pierwszy zastosował silnik umieszczony z tyłu. W sezonie 1959 Brabham zdobył pierwszy tytuł Mistrza Świata. Rok później Australijczyk powtórzył ten sukces.
Brabham zabrał zwycięskiego Coopera na Indianapolis 500 w ramach testów po sezonie 1960. Śmieszny, mały samochodzik został wykpiony przez inne zespoły, ale wóz doszedł nawet do 3. miejsca ostatecznie kończąc wyścig na 9. pozycji. Zaczęło być jasne, że przyszłością są konstrukcje z umieszczonymi z tyłu silnikami.
W sezonie 1961 Brabham wraz z Ronem Tauranaciem założyli Brabham Racing Organisation. Wprowadzony limit pojemności skokowej silnika – 1,5 – litra nie odpowiadał Australijczykowi. Pierwsze zwycięstwo zespół odniósł w sezonie 1964 (dokonał tego Dan Gurney). W sezonie 1966 dopuszczono do startów 3–litrowe jednostki napędowe. Brabham i jego zespół, Brabham–Repco wygrali mistrzostwa. Brabham został pierwszym w historii człowiekiem, który zdobył mistrzostwo we własnym bolidzie. W sezonie 1967 tytuł zdobył partner z zespołu Australijczyka – Denny Hulme. Po obrażeniach odniesionych w 1969 Brabham zamierzał odejść od ścigania, ale nie znalazłszy dobrego kierowcy na swoje miejsce pozostał do roku 1970. Po odejściu na sportową emeryturę zrobił sobie przerwę od wyścigów, a prawa do zespołu przekazał Tauranacowi. Został nobilitowany w 1979.
Wszyscy trzej synowie Brabhama – Geoff, Gary i David, a również dwaj wnukowie Sam i Matthew – również rozpoczęli swoje kariery w sportach motorowych.
Brabham został wprowadzony do International Motorsports Hall of Fame w 1990 roku.
Pełnił pomniejszą rolę konsultanta w zespole Formuły 1 Simtek, w którym jego syn David startował w 1994 roku.

## Wyniki

### Indianapolis 500
| Rok  | Nadwozie | Silnik      | Start | Wynik | Uwagi                      |
| ---- | -------- | ----------- | ----- | ----- | -------------------------- |
| 1961 | Cooper   | Climax      | 13    | 9     |                            |
| 1964 | Brabham  | Offenhauser | 25    | 20    | Uszkodzony zbiornik paliwa |
| 1969 | Brabham  | Repco       | 29    | 24    | Awaria zapłonu             |
| 1970 | Brabham  | Offenhauser | 26    | 13    | Tłok cylindra              |